# IC 2378
IC 2378 — галактика типу S0 (спіральна галактика) у сузір'ї Рак.
Цей об'єкт міститься в оригінальній редакції індексного каталогу.